# Campeonato Baiano de Futebol de 2023
O Campeonato Baiano de Futebol de 2023 foi a 119.ª edição da competição, realizado no estado da Bahia e organizado pela Federação Baiana de Futebol.
O Bahia que após dois anos voltou a disputar a final do campeonato baiano. O Bahia não só garantiu a classificação à fase final com antecipação, quando venceu o Bahia de Feira na sétima rodada, como também garantiu a primeira colocação por antecipação, quando venceu o Doce Mel pela oitava rodada.. Nesse jogo também, o Doce Mel foi o primeiro à confirmar o rebaixamento à segunda divisão de 2024. A Juazeirense foi o segundo time a se classificar para a fase final, quando venceu o Atlético de Alagoinhas pela oitava rodada. Na última rodada, mais dois times se classificaram: O Jacuipense venceu em casa a Juazeirense e não só se classificou, mas também garantiu o segundo lugar para enfrentar a própria Juazeirense. O Itabuna foi o último clube a se classificar, quando venceu o Bahia em casa para enfrentar o próprio Bahia na semifinal. Além disso, também na última rodada o Jacobinense foi o segundo time a ser rebaixado para a segunda divisão, quando perdeu fora de casa por 3 a 0 para o Bahia de Feira. Nas semifinais, os times de melhores campanhas se classificaram para as finais. O primeiro, Bahia se classificou vencendo por 4 a 2 no agregado o Itabuna, perdendo o primeiro jogo por 1 a 0 e vencendo em casa pro 4 a 1. O segundo, Jacuipense venceu os dois jogos contra a Juazeirense, 1 a 0 e 3 a 0, vencendo por 4 a 0 no agregado e se classificando par a final.

## Regulamento
As dez equipes disputam a Primeira Fase em turno único. Os quatro mais bem colocados avançam à semifinal. Os último colocado é rebaixado diretamente e o penúltimo será rebaixado em caso da 2ª Divisão ter 10 equipes ou mais.
Em caso de empate entre duas ou mais equipes, serão adotados estes critérios de desempate:
1. Maior número de vitórias;
2. Maior saldo de gols;
3. Maior número de gols marcados;
4. Confronto direto;
5. Menor número de cartões vermelhos recebidos;
6. Menor número de cartões amarelos recebidos;
7. Sorteio.

Semifinal e Final são disputadas no sistema mata-mata em jogos de ida e volta. Em caso de empate entre duas ou mais equipes, serão adotados estes critérios de desempate:
1. Melhor saldo de gols no confronto;
2. Disputa de pênaltis.

O campeão disputará a Copa do Nordeste de 2024 e a Copa do Brasil de 2024; o vice-campeão e o terceiro colocado disputarão a Copa do Brasil de 2024. A segunda vaga para disputar a fase de grupos da Copa do Nordeste de 2024 será da equipe melhor qualificada pelo Ranking da CBF. A terceira vaga na competição regional, que será para a Fase Pré, virá da segunda equipe melhor qualificada pelo Ranking da CBF. As três equipes melhores posicionadas na classificação geral da competição terão direito de disputar a Série D de 2024 desde que não sejam integrantes doutras séries do Campeonato Brasileiro.

## Equipes participantes

### Promovidos e rebaixados
| Pos. | Rebaixado da Primeira Divisão de 2022 |
| ---- | ------------------------------------- |
| 9º   | Vitória da Conquista                  |
| 10º  | UNIRB                                 |

| Pos. | Promovido da Segunda Divisão de 2022 |
| ---- | ------------------------------------ |
| 1º   | Itabuna                              |
| 2º   | Jacobinense                          |

### Informações das equipes
| Aumento | Equipe promovida da Segunda Divisão de 2022 |

## Primeira fase
|  | v d e |